# Nothocalais
Nothocalais es un género botánico con dos especies de plantas herbáceas perteneciente a la familia Asteraceae. Es originaria de  Norteamérica. El género fue descrito por (Asa Gray) Edward Lee Greene y publicado en Bulletin of the California Academy of Sciences 2(5B): 54, en el año de 1886.

## Descripción
Son hierbas perennes que crecen de un grueso caudex y llegan a medir cerca de 25 cm de alto. Las hojas se encuentran alrededor de la base del tallo y tienen dientes, son onduladas, o bordes lisos, y en ocasiones produce una fina capa de pelos. Miden hasta 20 centímetros de largo. La inflorescencia es un capítulo lleno de brácteas con puntos verdes-morados  y que contiene muchas flores liguladas amarillas y ningún disco de florecillas. El fruto es un aquenio cilíndrico de hasta un centímetro de largo sin incluir un gran vilano con hasta 50 pelos blancos que puede tener un centímetro más de largo.

## Especies
1. Nothocalais alpestris (A.Gray) K.L.Chambers in Contr. Dudley Herb. 5: 66. 1957
2. Nothocalais cuspidata (Pursh) Greene in Bull. Calif. Acad. Sci. 2: 55. 1886
3. Nothocalais nigrescens (L.F.Hend.) A.Heller in Muhlenbergia 1: 8. 1900
4. Nothocalais suksdorfii Greene in Bull. Calif. Acad. Sci. 2: 54. 1886
5. Nothocalais troximoides (A. Gray) Greene in Bull. Calif. Acad. Sci. 2: 55. 1886